# Ella Wesner
Ella Wesner (29 de mayo de 1841 - 10 de noviembre de 1917) fue una célebre imitadora masculina estadounidense, que desarrolló su carrera en durante la Edad Dorada del circuito de vodevil en las principales ciudades de su país.

## Semblanza
Ella (o Ellen) Wesner nació en Nueva Jersey y se crio en Filadelfia (Pensilvania), hija de Charles H. Wesner y Evalina (o Emeline) Wesner. Comenzó su carrera a la edad de nueve años como parte de una familia de bailarines de vodevil y de números musicales. Era la mitad de las Hermanas Wesner, junto con su hermana Mary.
Con algo más de veinte años de edad representaba papeles tanto masculinos como femeninos, y en algún momento conoció y trabajó como "vestidor" para un popular imitador masculino de vodevil de la época, Annie Hindle. Wesner desarrolló su propio espectáculo de imitación basado en el de Hindle, como un joven "fanfarrón, fumador de cigarros y que maldice". Hindle y Wesner trabajaron juntos en el circuito de vodevil y cantaron algunas de las mismas canciones, ambos usando una voz ronca de contralto en sus actuaciones.
La carrera de Wesner también estuvo estrechamente vinculada con el empresario de vodevil Tony Pastor, para quien fue la imitadora masculina destacada, actuando en el teatro de Pastor y realizando giras en espectáculos itinerantes organizados por el empresario.
La carrera de Wesner descarriló brevemente en 1873, cuando abandonó abruptamente los espectáculos de Pastor para fugarse a París con la famosa Helen Josephine "Josie" Mansfield, que había sido la amante del barón ladrón de la Edad Dorada "Diamond Jubilee" Jim Fisk, así como el amante de su asesino, Edward S. Stokes. El acontecimiento provocó un escándalo considerable, y apareció en la mayoría de los principales periódicos y revistas metropolitanos de Nueva York, Chicago y otras ciudades estadounidenses importantes. Sin embargo, después de que el romance se enfrió, Wesner regresó a los Estados Unidos y reanudó su carrera con Pastor, ganando un público aún más amplio.

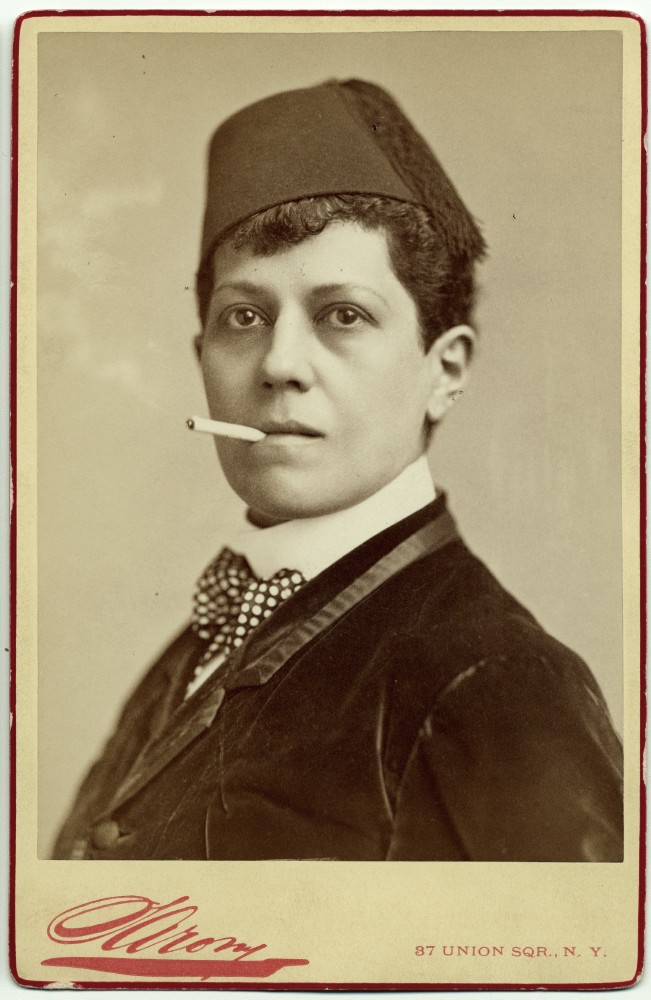
Fotografía publicitaria de Ella Wesner, aproximadamente de 1880

En la década de 1880, el espectáculo de Wesner incluía no sólo canciones que celebraban la vida "deportiva" y parodias como su interpretación popular de un borracho afeitándose en un barbero, sino también monólogos que contenían consejos para los hombres sobre cómo cortejar, tratar y satisfacer a las mujeres. También interpretó canciones para promocionar determinadas marcas de alcohol y tabaco. El hecho de que estuviera obteniendo ingresos adicionales con estos anuncios indignó a la orquesta involucrada. La carrera de Wesner fue decayendo a medida que cambiaron los estilos; de manera que optó por convertirse en una artista de "cambio rápido", y finalmente desapareció del vodevil. La imitadora y cantante Ella Shields atribuyó a Ella Wesner el mérito de haber sido su principal fuente de inspiración.
Wesner murió en el Bronx en 1917, con 76 años. A petición suya, su cuerpo fue vestido con un traje masculino para el entierro. Su tumba se encuentra en Actors' Fund Plot, Prospect Hill en el cementerio Evergreens, en Brooklyn, Nueva York.